# Trifolium dolopium
Trifolium dolopium är en ärtväxtart som beskrevs av Giuseppe Gibelli och Saverio Carlo Belli. Trifolium dolopium ingår i släktet klövrar, och familjen ärtväxter. Inga underarter finns listade i Catalogue of Life.